# 守宫木
守宫木（学名：Sauropus androgynus）为大戟科守宫木属下的一个种。